# Davor Antolić
Davor Antolić (Bjelovar, Hrvatska, 22. veljače 1934. – Zagreb, 12. rujna 2004.) je hrvatski glumac.

## Životopis
Davor Antolić bio je hrvatski filmski glumac, najpoznatiji po ulozi mitraljesca Joje u poznatom filmu Veljka Bulajića, "Kozara". Osim glumom, bavio se i scenografijom.

## Filmografija
- "Transatlantik" (1998.)
- "Suton" kao vozač (1982.)
- "Protuva" kao pjevač (1973.)
- "Valter brani Sarajevo" kao ilegalac (vođa lažne ophodnje) (1972.)
- "I Bog stvori kafansku pevačicu" (1972.)
- "Dan duži od godine" kao Aga (1971.)
- "Tonkina jedina ljubav" kao mladi vojnik (1965.)
- "Istim putem se ne vraćaj" kao Mačor (1965.)
- "Kralj petroleja" kao Paddy (1965.)
- "Među jastrebovima" kao Rod (1964.)
- "Nevesinjska puška" (1963.)
- "Dvostruki obruč" kao Mali (1963.)
- "Kozara" kao Joja (1963.)
- "Mačak pod šljemom" kao đak (1962.)
- "Uzavreli grad" (1961.)
- "Vlak bez voznog reda" kao pomoćnik strojovođe (1959.)
- "U mreži" (1956.)

## Vanjske poveznice
- Davor Antolić u internetskoj bazi filmova IMDb-u (engl.)